# Ландвассер (віадук)
Ландвассер  (нім. Landwasserviadukt) — вигнутий в плані шостиарковий одноколійний залізничний віадук, перетинає річку Ландвассер між населеними пунктами Шміттен і Філізур у кантоні Граубюнден, Швейцарія.
Міст був побудований за проектом Олександра Акатоса у 1901-1902 роках компанією Мюллер і Церледер (нім. Müller & Zeerleder) для Ретійської залізниці, якій і належить до сьогодення. Віадук став символом Альбулабану, що з 7 липня 2008 року є об'єктом всесвітньої спадщини ЮНЕСКО, міст є завдовжки 136 м і заввишки 65 м. Одним кінцем міст впирається у портал тунелю Ландвассер.
Цим віадуком прямує близько 22 000 поїздів на рік або близько 60 поїздів на день.

## Опис
Віадук Ландвассер має 6 аркових прогонів завширшки 20 м кожен, що спираються на 5 високих пілонів, і в плані є дугою радіусом 100 м. Залізниця в районі розташування віадука має ухил близько 2% (20 проміле).
Південно-східним кінцем міст впирається в прямовисну скелю, з цієї точки колія переходить у 216-метровий тунель Ландвассер.
Обсяг кладки віадука складає близько 9200 м³ , віадук викладений з вапняку і доломіту.

## Розташування
Віадук, побудований з темного вапняку, знаходиться на ділянці Альбулабану між станціями Тіфенкастель і Філізур. Міст знаходиться у 63,07 км від станції Тузіс. Пасажири, що під'їжджають віадуком зі станцій Тіфенкастель і Альваной, можуть побачити його з боку. Найперше місце на лінії, звідки це можна зробити, - це віадук Шміттентобель , який є вражаючою за своїми розмірами спорудою.
Проїжджаючи ж по вигнутому віадук, пасажири можуть спостерігати, як їх поїзд входить в портал тунелю Ландвассер.
З іншого боку тунелю окрема залізнична гілка, що прямує від станції Площа Давосу, утворює глухий перетин з Альбулабаном, проте обидві лінії прямують до станції Філізур. Незадовго до перетину пасажири гілки Давос - Філізур також можуть милуватися видом на віадук Ландвассер з північно-східного боку.

## Будівництво
Будівництво мосту почалося у березні 1901 року компанією Мюллер і Церледер. Особливість в тому, що з міркувань економії і через паводки на річці Ландвассер три головних опори були побудовані без риштування, що було незвичайним рішенням для того часу. Щоб обійтися без риштування, всередині кожної з опор моста були побудовані залізні баштові конструкції, на які було поставлено мостовий кран. Всі матеріали доставлялися до місця кладки за допомогою електричної лебідки мостового крана. Зі збільшенням висоти опор що зводяться металеві конструкції також надбудовувалися, що дозволяло піднімати і балку мостового крана.
Вже у жовтні 1902 року перші поїзди пішли новим віадуком. Вартість будівництва склала 280 000 швейцарських франків.

## Реставрація
У 2009 році, коли мосту виповнилося 106 років і по ньому пройшло понад 100 000 поїздів, було прийнято рішення про реставрацію. Реставрація розпочалася 9 березня і тривала все літо 2009 року. Вартість реставрації склала 4,6 млн швейцарських франків.
Реставраційні роботи проводилися на всій довжині моста, включаючи реставрацію мостових опор по всій їх висоті. Роботи були проведені так, щоб, крім підсвічування, не було помітно ніяких змін. Це було необхідно, так як з липня 2008 року віадук входить в список об'єктів світової спадщини ЮНЕСКО, і тому будь-які зміни його вигляду заборонені. Кам'яна кладка моста, яка прослужила понад 100 років, все ще була у відмінному стані. Її лише зміцнили ін'єкціями зі спеціальних розчинів. Крім того, на мосту була проведена повна заміна рейкового полотна і встановлені нові шпали.
Незважаючи на активну роботу, яка тривала кілька місяців і в кілька змін вдень і вночі, всі потяги під час ремонтних робіт продовжували ходити за розкладом. Близько чверті всього обсягу робіт не допускали руху поїздів: ці роботи були проведені в нічний час. Таким чином, під час всього періоду реставрації міст залишався в робочому стані. Машиністам необхідно було лише знижувати швидкість при проїзді через міст до 10 км/год.

## Галерея

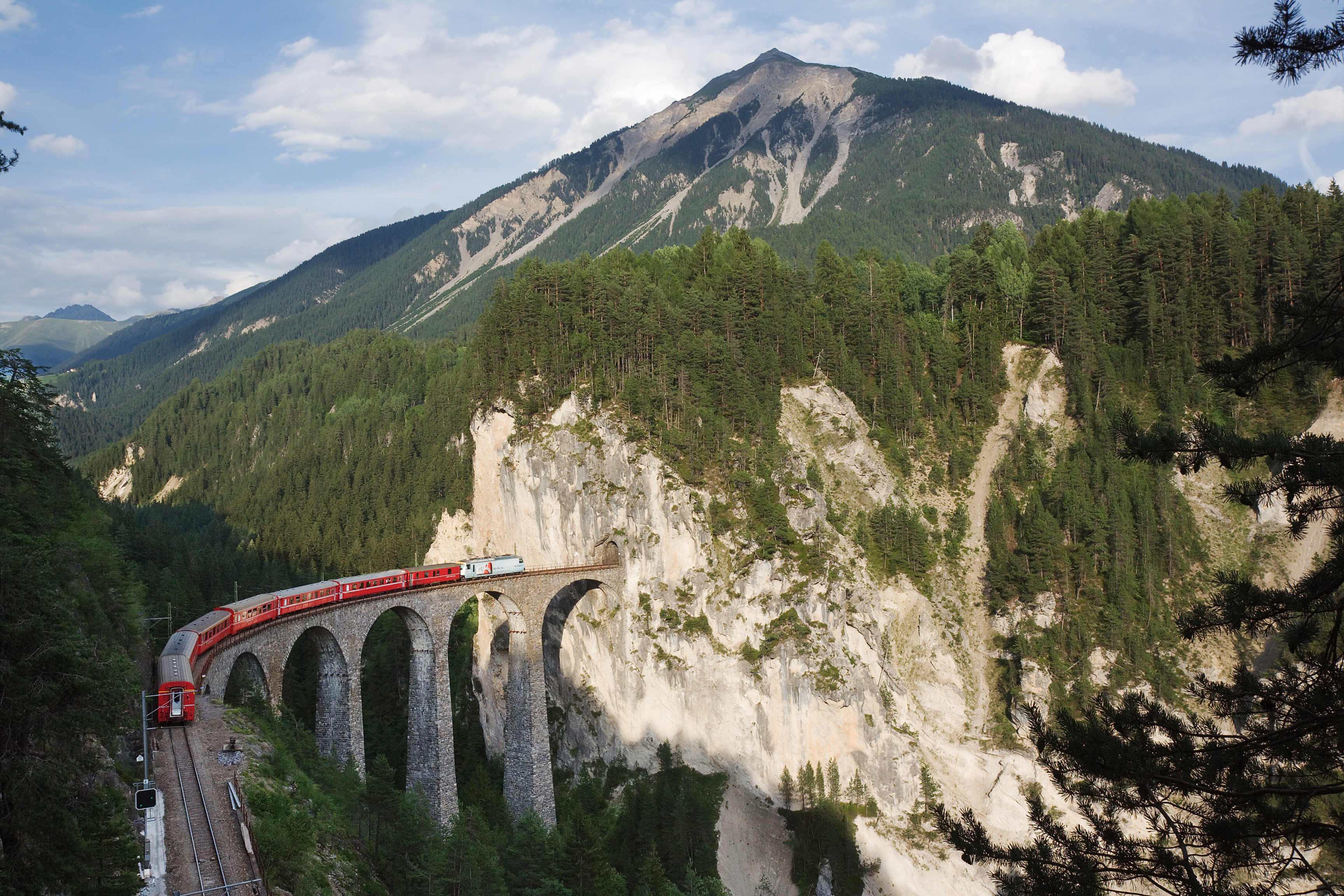
Панорамний вид на віадук з повітря.
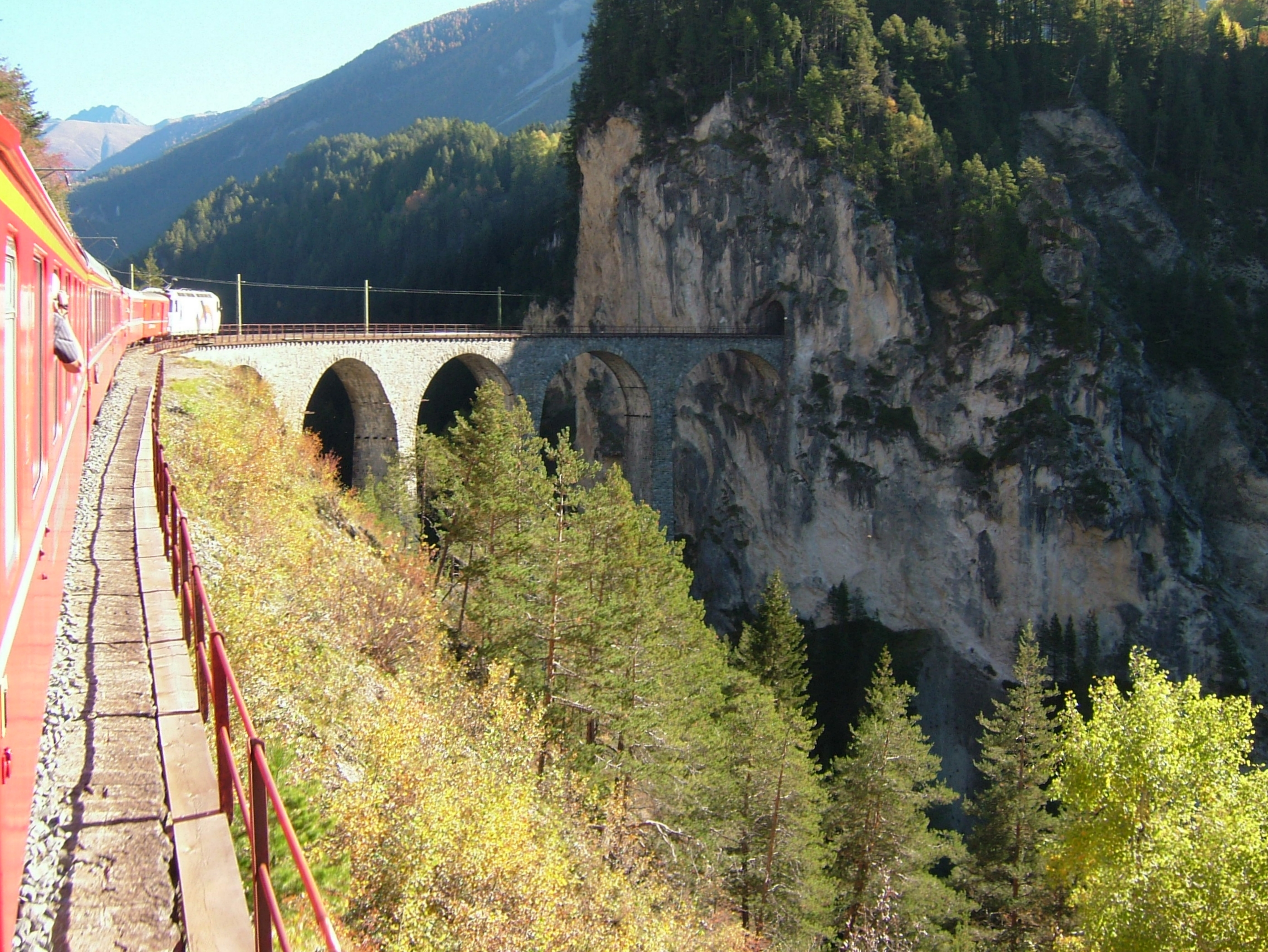
На під'їзді з боку станції Тіфенкастл.
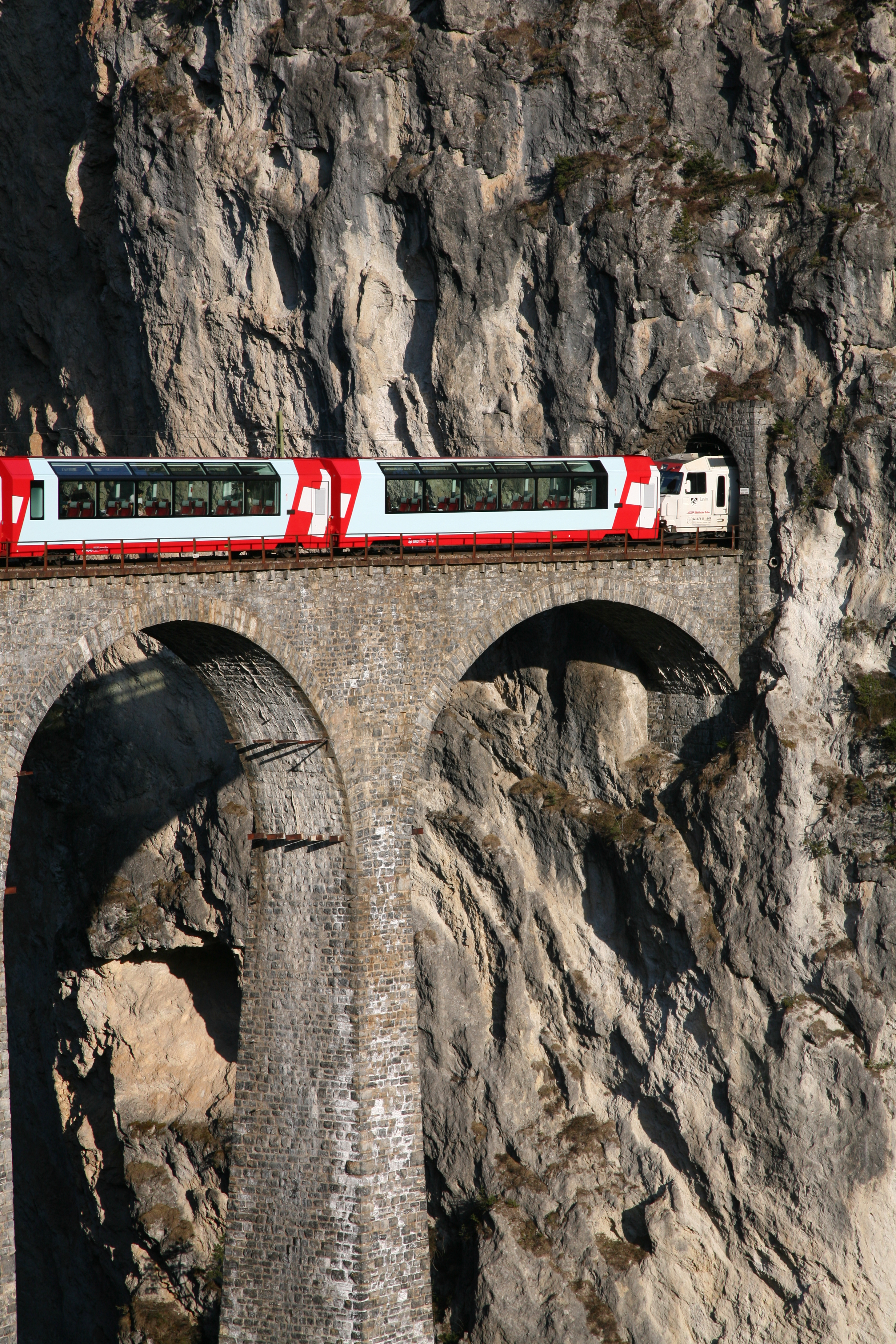
Вагони поїзда Льодовиковий експрес в'їжджають в тунель Ландвассер
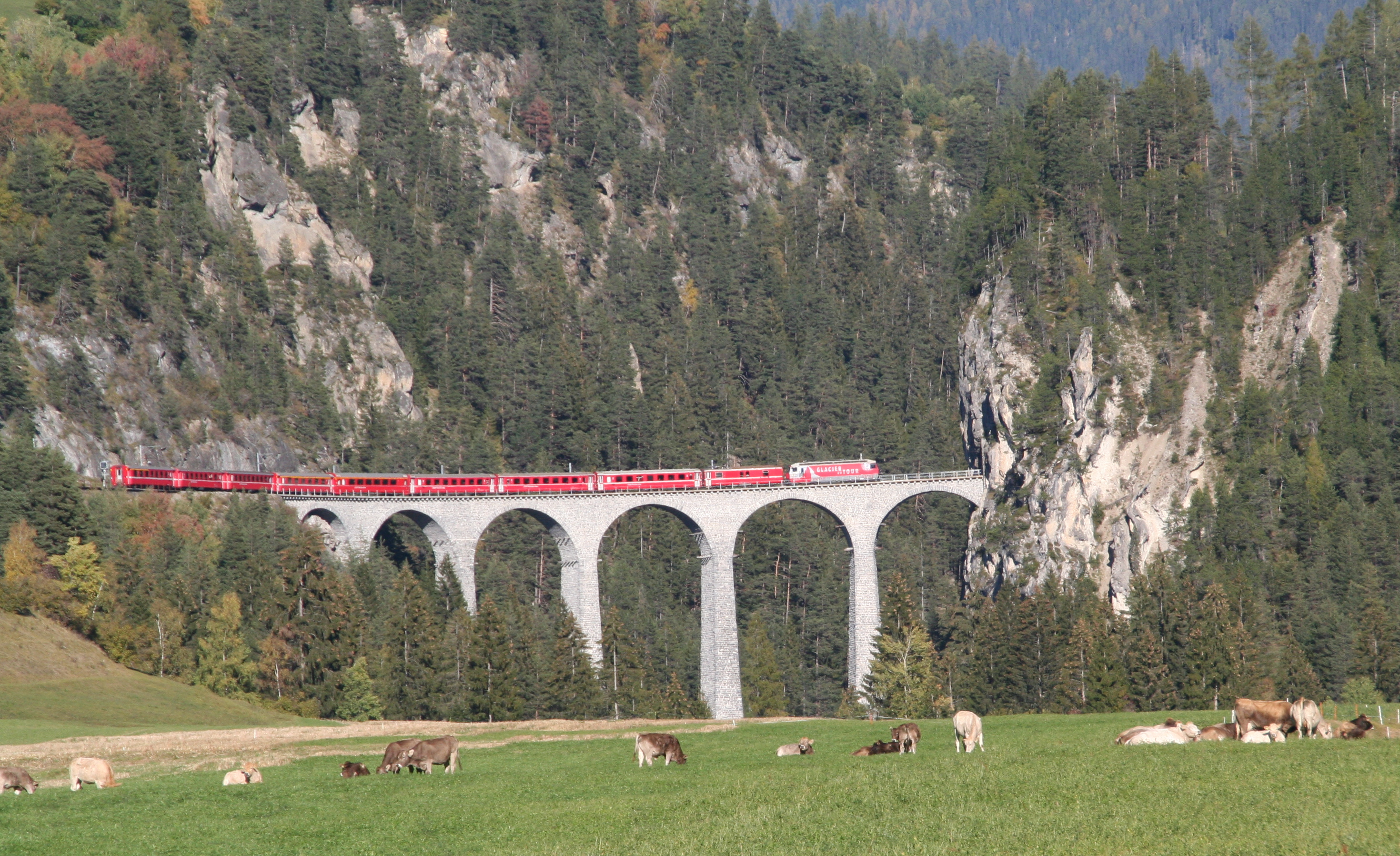
Вид с дороги.
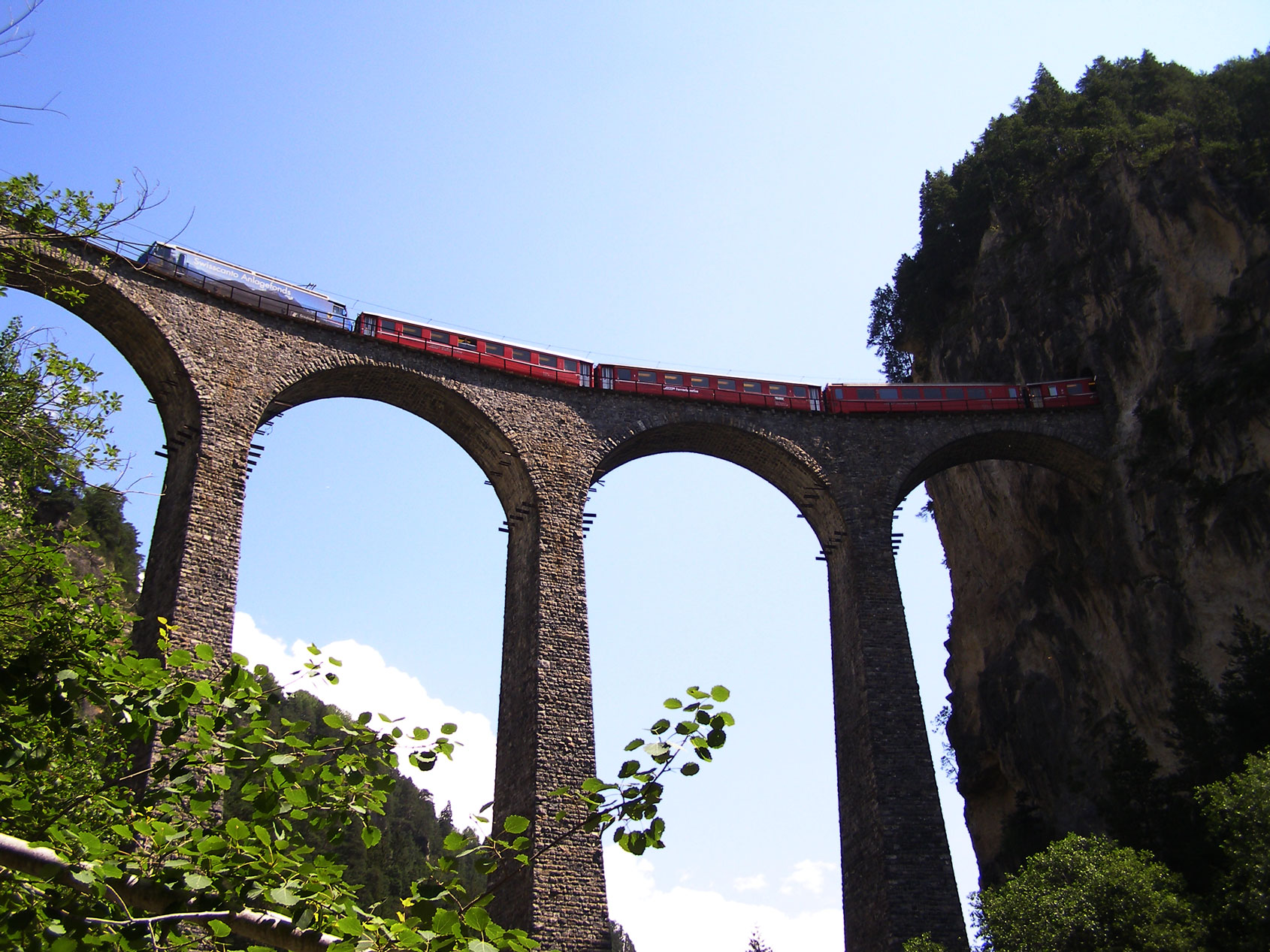
Вид на опори віадука внизу.
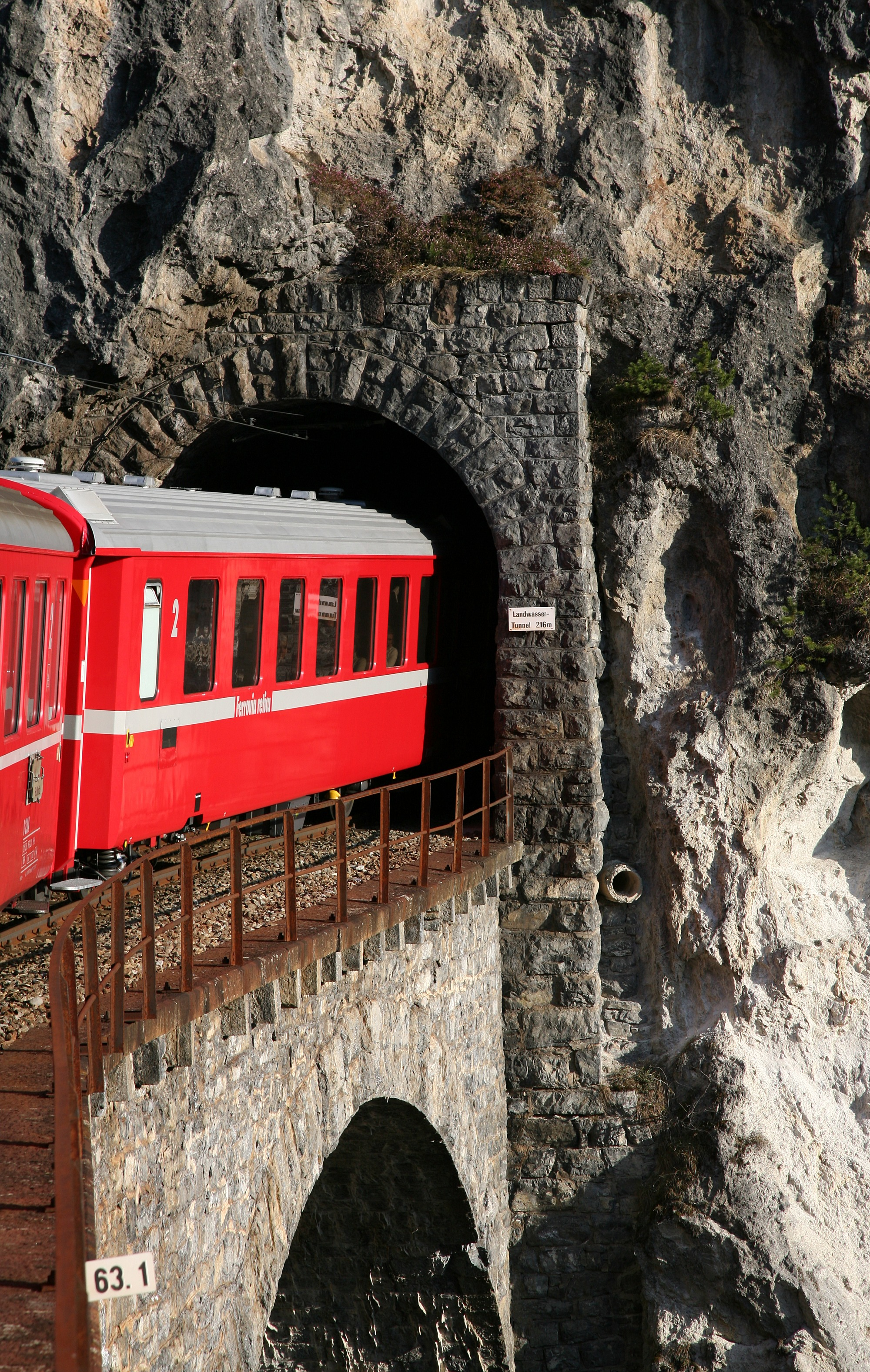
Портал тунелю Ландвассер.

## Ресурси Інтернету
- Landwasserviadukt
- Landwasser Viaduct в базі Structurae

1. ↑  Swiss Inventory of Cultural Property of National Significance, February 2017 — Swiss Federal Office for Civil Protection, 2017.